# Salvador aux Jeux paralympiques
Le Salvador a participé pour la première fois aux Jeux paralympiques aux Jeux paralympiques d'été de 2000 à Sydney et n'a remporté aucune médaille depuis son entrée en lice dans la compétition.   